# تو باید دوستم داشته باشی
«تو باید دوستم داشته باشی» (انگلیسی: You Must Love Me) ترانه‌ای از خوانندهٔ آمریکایی مدونا است. این ترانه را اندرو لوید وبر و تیم رایس برای فیلم اقتباسی (۱۹۹۶) از موزیکال اویتا، بر پایهٔ زندگی اوا پرون، رهبر آرژانتینی نوشته‌اند. این ترانه در ۲۷ اکتبر ۱۹۹۶ توسط برادران وارنر به عنوان تک آهنگ اصلی موسیقی متن فیلم منتشر شد. وبر و رایس پس از سال‌ها همکاری نکردن به دلیل پروژه‌های انفرادی خود، در ایجاد ترانه جدید برای این فیلم همکاری کردند، با این امید که نامزدی اسکار بهترین ترانه اصلی را به‌دست آورند. طبق گفته وبر، هدف این ترانه نمایش وضعیت عاطفی پرون در آن زمان و همچنین رابطه او با همسرش خوآن پرون بود.
مدونا — که در نقش اصلی فیلم بازی کرد — سعی داشت متن ترانه را تغییر دهد تا یک تصویر دلسوزانه از پرون ایجاد کند، اما موفق نشد. «تو باید دوستم داشته باشی» دارای سازهایی از ویولنسل و پیانو است که آوازهای مدونا را همراهی می‌کند. این ترانه با استقبال مثبت منتقدان موسیقی روبرو شد؛ بسیاری از آنها توانایی آواز مدونا را تحسین کردند. در ادامه این ترانه برندهٔ جایزه گلدن گلوب و اسکار بهترین ترانه اصلی در سال ۱۹۹۷ شد. مدونا این ترانه را در شصت و نهمین دوره جوایز اسکار و تور مهم و شیرین اجرا کرد.